# پی‌ال‌زد.۵
پی‌ال‌زد. ۵ (به انگلیسی: PZL.5) یک هواگرد ملخ‌پیشین تک‌موتوره از نوع ورزشی ساخت شرکت PZL است. هواگرد پی‌ال‌زد. ۵ نخستین پروازش را در مه ۱۹۳۰ میلادی انجام داد. این هواگرد در سال ۱۹۳۰ میلادی رسماً معرفی گردید و در سال‌های ۱۹۳۰–۱۹۳۲ تولید شده‌است. در مجموع، تعداد ۱۵ فروند از این هواگرد ساخته شده‌است.